# The Evens
Pour les articles homonymes, voir Evens.

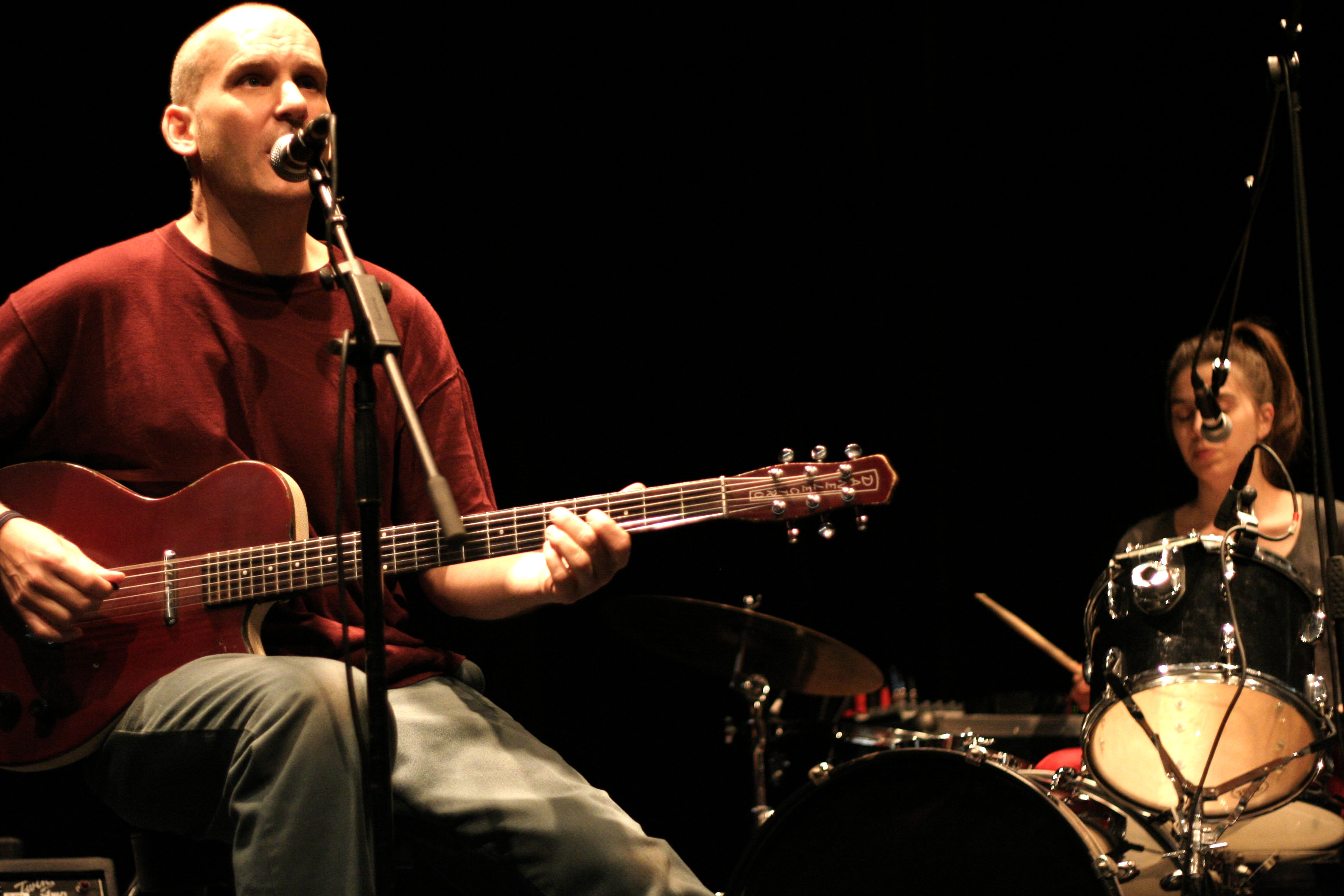
The Evens

The Evens est un duo musical formé par Ian MacKaye (guitare baryton, chant), qui a abandonné Fugazi pour une pause à durée indéfinie et sa compagne, Amy Farina (batterie, chant), également membre de The Warmers.

## Style
À mille lieues du punk/hardcore de Fugazi, The Evens offre une musique minimaliste, plutôt pop, mais néanmoins toujours aussi engagée comme en témoignent les paroles de l'album homonyme. Ian MacKaye décrit The Evens comme son véritable groupe, et non un projet annexe : « The Evens, c'est mon groupe. Ce n'est pas un passe-temps, un projet, ou un side project » .

## Biographie
Le duo commença à répéter dans le courant de l'année 2001, et enregistra ses premières démos fin 2003. Ils passèrent les six premiers mois de l'année suivante sur la route, se produisant aux quatre coins des États-Unis, notamment au Coachella Festival le 1er mai 2004. Leur premier album fut enregistré et mixé lors de l'été suivant par Don Zientara, collaborateur de longue date du label Dischord. The Evens jouèrent pour la première fois en Europe en novembre 2004.
Le groupe débuta l'année 2005 par le Rock Can Roll Festival (Saint-Jean, Canada), puis par une tournée californienne. Leur premier album sortit en mars. De retour du Japon, où ils se produisirent en septembre, The Evens donnèrent une trentaine de concerts lors d'une tournée de six semaines en Europe (Allemagne, Belgique, Espagne, France, Italie, etc.).
En janvier 2006 Ian MacKaye prit part à une conférence organisée par le Saybrook College de l'Université Yale. Après avoir passé les premiers mois de l'année à travailler sur de nouvelles compositions, le duo retrouva la scène en mars et avril 2006 à l'occasion d'une tournée des îles britanniques.

## Discographie
- The Evens (mars 2005, Dischord Records)
- Get Evens (novembre 2006, Dischord Records)